# Hyves
Hyves est un site web de réseautage social localisé aux Pays-Bas, principalement composé de membres et visiteurs néerlandais, concurrent d'autres sites web tels que Facebook et MySpace. Hyves est fondé en 2004 par Raymond Spanjar et Floris Rost van Tonningen. Le service est disponible en néerlandais et en anglais. En mai 2010, Hyves recense plus de 10,3 millions d'inscriptions. Ce nombre correspond presque au deux-tiers de la population néerlandaise (à plus de 16 millions en 2010), mais il implique des doubles comptes et des comptes inactifs. Le nombre d'inscription augmente de 2,5 millions par rapport aux années précédentes. Le site change en plateforme de jeux en ligne dès fin 2013.

## Histoire

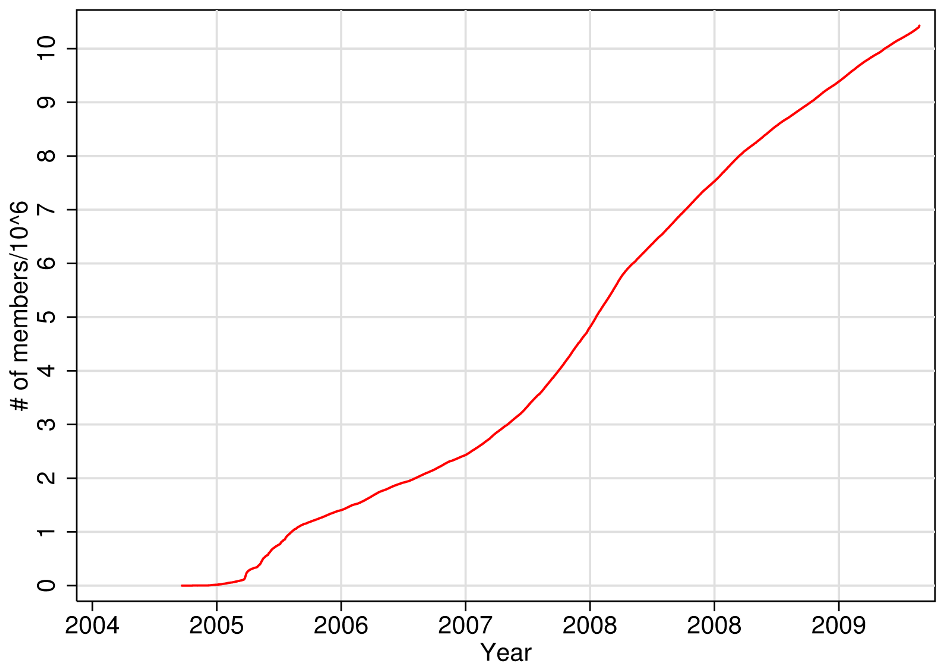
Nombre d'inscriptions sur Hyves en cinq ans.

Hyves est lancé en septembre 2004. Le nom de Hyves est choisi du fait que le domaine souhaité, hives.nl, était déjà utilisé. Le nom s'inspire du mot anglais beehives (ruches, en français). En mai 2006, il est révélé que la police néerlandaise utilisait Hyves comme outil d'identification possible de suspects. Hyves change de design en juillet 2009. Le site possède désormais un nouvel aspect et un nouveau style, décrit comme plus docile et synoptique. Le format d'image des profils est également changé. Noël 2009, la reine Beatrix des Pays-Bas exprime sa perception négative sur les réseaux sociaux. En réponse, le fondateur de Hyves lui offre un compte gratuit, afin d'en faire l'expérience.
En 2010, la croissance de Hyves diminue en parallèle à la croissance de Twitter et Facebook. Néanmoins, Hyves annonce de nouvelles mesures afin de prendre la pole position. Ces mesures s'accomplissent, et Hyves accueille sa dix-millionième inscription en avril 2010. Même si Hyves semble principalement cibler les jeunes, la moyenne d'âge ne cesse de grimper au fil des années. L'âge moyen est de 30 ans. Également, le même mois, Hyves annonce Hyves Payments et Hyves Games, permettant auxu utilisateurs de jouer à des jeux en ligne et à être payé via les réseaux sociaux. Hyven devient un mot répandu et est inclus dans le dictionnaire de l'Union de la langue néerlandaise. Bien que Facebook se popularise de plus en plus aux Pays-Bas, en 2010 Hyves reste le réseau social le plus populaire du pays avec 10,6 millions d'utilisateurs inscrits, 68 % de pénétration du marché. Hyves est vendu au Telegraaf Media Groep en novembre la même année,. En septembre 2011, Facebook accueille plus de visiteurs uniques que Hyves depuis sa création. En 2013, Telegraaf Media Group annonce transformer Hyves en plateforme de jeu en ligne.

### Attention politique
En février 2006, Wouter Bos devient le premier politicien néerlandais à posséder un compte Hyves. À cette même période, le premier ministre, Jan Peter Balkenende, voit également le potentiel de communiquer avec ses partisans par le biais des réseaux sociaux. Il crée un compte en 2006,. Lors des élections néerlandaises de 2010, Hyves est utilisé à de multiples moyens. Chaque leader de parti politique possédait un compte Hyves, et le tout premier débat mondial entre leaders politiques est organisé sur et par Hyves.